# الكامل والوافي (الكامل والوافي)
الكامل والوافي منطقة سكنية تقع في ولاية الكامل والوافي، التابعة لمحافظة جنوب الشرقية في سلطنة عمان. يقدر عدد سكانها بـ 17815 نسمة حسب إحصاء عام 2010 التابع للمركز الوطني للإحصاء والمعلومات الحكومي. رمز المنطقة هو 80200000.

## الوصلات الخارجية
- المركز الوطني للإحصاء والمعلومات، سلطنة عمان